# Reynaldo Alturria
Reynaldo Martín Alturria (Entre Ríos, 24 de agosto de 1913-Buenos Aires, 5 de marzo de 2003) fue un militar argentino que alcanzó el grado de coronel. Fue interventor federal en la Provincia de Formosa tras el golpe de Estado del 24 de marzo de 1976. Fue responsable del Centro Clandestino de Detención que funcionó en el Regimiento de Infantería de Monte 29.

## Biografía
Alturria nació en la provincia de Entre Ríos el 24 de agosto de 1913, sus padres fueron Mauro Marcelo Alturria y Aurelia María Fernández. En 1925 se enroló en el Ejército Argentino y participó del golpe de Estado de 1930. Contrajo matrimonio con Norma López, con quien tuvo 2 hijos, Nicolás y Beatriz.
En 1950, fue ascendido a coronel. Participó del golpe de Estado de 1955, y, entre 1972 y 1974, fue jefe del Regimiento de Infantería de Monte 29 de Formosa. En 1976, volvió a participar en un golpe de Estado y fue designado interventor federal en la provincia hasta abril de ese año. Cuando regresó la democracia en 1983, continuó residiendo en Formosa, y, en 1994, fue invitado a inaugurar la Sala de los Gobernadores en el Museo. Después de una enfermedad, [cita requerida] y falleció en marzo de 2003.